# John Lithgow
John Arthur Lithgow (/ˈlɪθɡoʊ/ LITH-goh, sinh ngày 19 tháng 10 năm 1945) là nam diễn viên người Mỹ. Ông từng học Đại học Harvard và Viện Âm nhạc Nghệ thuật Luân Đôn trước khi tham gia vào các tác phẩm kịch và phim. Lithgow đã nhận được nhiều giải thưởng, trong đó có sáu giải Primetime Emmy, hai giải Quả cầu vàng, ba giải SAG và hai giải Tony. Ông cũng từng có hai đề cử giải Oscar, một giải BAFTA và bốn giải Grammy. Năm 2001, nam diễn viên được trao một ngôi sao trên Đại lộ Danh vọng Hollywood, năm 2005 ông được ghi danh vào Đại sảnh Danh vọng Nhà hát Hoa Kỳ.
Năm 1973 Lithgow lần đầu tham gia sân khấu Broadway với vở The Changing Room, tác phẩm mang về cho ông một giải Tony. Năm 1976 Lithgow diễn cùng với Meryl Streep trong các vở 27 Wagons Full of Cotton, A Memory of Two Mondays và Secret Service tại Sân khấu kịch The Public. Sau này, ông nhận được các đề cử giải Tony cho các vở Requiem for a Heavyweight (1985), M. Butterfly (1988) và Dirty Rotten Scoundrels (2005). Năm 2002, Lithgow có thêm giải Tony thứ hai cho tác phẩm The Sweet Smell of Success.
Lithgow từng thủ vai Dick Solomon trong sitcom truyền hình 3rd Rock from the Sun (1996–2001), vai diễn mang về cho ông ba giải Primetime Emmy hạng mục Nam diễn viên xuất sắc nhất trong phim hài. Ông tiếp tục có thêm giải Primetime Emmy cho các vai Arthur Mitchell trong Dexter (2009), Winston Churchill trong The Crown (2016–2019). Ông cũng từng đóng các phim Perry Mason (2020, HBO) và The Old Man (2022, FX).

## Thời thơ ấu
Lithgow sinh ngày 19 tháng 10 năm 1945 tại Rochester, New York. Mẹ ông là Sarah Jane Lithgow (họ gốc Price), từng làm diễn viên, cha ông là Arthur Washington Lithgow III, đạo diễn và sản xuất kịch, từng làm giám đốc Sân khấu kịch McCarter ở thành phố Princeton, New Jersey.

## Đời tư
Lithgow kết hôn với một giáo viên tên Jean Taynton năm 1966 và có một con chung là nam diễn viên, bác sĩ trị liệu tâm lý Ian (sinh năm 1972). Cặp hôn chia tay năm 1980 sau khi nam diễn viên có quan hệ tình cảm với đồng nghiệp Liv Ullmann. Năm 1981 Lithgow kết hôn với giảng viên đại học Mary Yeager và sinh được hai con, một trai một gái. Lithgow là một fan hâm mộ lâu năm của đội tuyển bóng đá Liverpool F.C..